# خلیل حاوی
خلیل حاوی  (به عربی: خلیل حاوي)، (زاده‌ی ۱۹۱۹ - درگذشته ۱۹۸۲) شاعر و منتقد ادبی مسیحی و از پیشگامان شعر معاصر عرب که اهل لبنان، متولد روستای شویر در استان جبل لبنان بود.

## زندگی و اندیشه
خلیل حاوی کمی بعد از پایان جنگ جهانی اول به روایتی در سال ۱۹۱۹ در روستای کوچک هویة از روستاهای کوهستان دروز در سوریه و به روایتی دیگر در روز نخست دسامبر سال ۱۹۱۹ در آبادی کوهستانی و بسیار زیبای شویر از کوهستان های لبنان از پدر و مادری که هر دوی انها مسیحی ارتدوکس بودند به عنوان نخستین فرزند خانواده زاده شد؛ خانواده ای سه نفره که پس از حاوی سه فرزند پسر و سه فرزند دختر بر تعداد افرادش افزوده شد.

پدر خلیل حاوی، بنایی بود که در آغاز بهار برای کار به مناطق واقع در بلندی های جولان و کوه دروز می رفت و بدین ترتیب وی بیشتر در دامان مادر- که در رویکرد شاعری و سرایندگی وی تا حدودی تأثییر گذار بود- بالید و پس از رفتن به مدرسه، بخشی از مزامیر داوود و برخی از آیات انجیل و تورات را از بر کرد. خلیل در سن دوازده سالگی به خاطر بیماری پدرش مجبور به کار در حرفه بسیار دشوار ساخت خیابان و سنگفرش‌های شهری شد، روبرو شدن او با این گونه سختی ها و رنج های شکننده در شکل گیری ذهنیات منفی در روان رنجور او، تأثییرس غیرقابل انکار برجای گذاشته است تا جایی که جمیل جبر، دوست صمیمی او در این باره می گوید:
" فکر بیچارگی، ستمدیدگی و بینوایی، همیشه مثل سایه با او بود و او را به همه مردم، بدبین ساخته بود." 
در همین دوران تمام وقت آزاد خود را صرف مطالعه شعر و تولید اشعار سنتی و آزاد به طریق فصحی و عامه می‌کرد. او بدون برخورداری از استاد زبان‌های فرانسه و انگلیسی را چنان به خوبی آموخت که در سال ۱۹۴۶ وارد پیش دانشگاهی شویفات گردید و پس از یک سال توانست وارد دانشگاه آمریکایی بیروت - در آن زمان فضای دانشگاه آمریکایی بیروت سرشار از شور انقلابی ناشی از شکست اعراب در جنگ ۱۹۴۸ فلسطین بود - شده  و در رشته‌ی فلسفه تحصیل کند.
به گواهی استادانش از دانشجویان سرآمد آن دانشگاه بود، حاوی در سال ۱۹۵۱ به اخذ مدرک لیسانس از آن دانشگاه نائل آمد و در سال ۱۹۵۵ دوره ی کارشناسی ارشد خود را نیز در همان جا به اتمام رساند، موفقیت‌هایی که ضمن تحصیل در این دانشگاه به دست آورد باعث شد بتواند از بورس دانشگاه کمبریج انگلیس برخوردار شود و به انگستان برای تحصیل برود.
وی در سال ۱۹۵۸ برای گذراندن تعطیلات تابستان به لبنان بازگشت اما حوادث خونینی که با بازگشت او مقارن گردیده بود وی را از نظر روحی دگرگون ساخت و ناگزیر به جزیره جامائیکا رفت. وی به روایتی پس از سه سال، دوره ی دکتری خود را در دانشگاه کمبریج با اخذ مدرک دکترای فلسفه در سال ۱۹۵۹ و به روایتی دیگر در سال ۱۹۶۰ به پایان رساند و برای تدریس نقد ادبی، فلسفه و ادبیات عرب به دانشگاهی که خود در آن درس می‌خواند در بیروت برگردد. وی تا پایان عمرش در ششم ژوئن ۱۹۸۲ در این دانشگاه تدریس می‌نمود.
وی در طول عمر خود پنج مجموعه تاریخ شعر نوشت و به طور منظم به مجلات ادبی مانند مجلة شعر مقاله می‌داد. مجموعه‌ای از اشعار او از سوی عدنان حیدر و مایکل برد (Michael Beard) به انگلیسی ترجمه شده است به نام Naked in Exile: Khalil Hawi's Threshing Floors of Hunger.

## خودکشی
در  ششم ژوئن سال ۱۹۸۲، دو هفته پس از حمله اسرائیل به خاک بیروت در بحبوحه لبنان جنگ داخلی، او با تفنگی در آپارتمان خود در نزدیکی دانشگاه آمریکایی بیروت در سن ۶۳ سالگی به زندگی خود پایان داد.

### علّت
به باور برخی صاحب نظران، عامل اصلی انتحار شاعر پیشروی نیروهای اسرائیلی در خاک لبنان بوده اما هرچند برخی ناقدان نیز بر این موضوع تأکید نموده اند که وی پیش تر نیز قبل از سال ۱۹۸۲ چندبار دست به خودکشی زده و نجات یافته بود و بر این اساس تنها عامل مؤثر در این خودکشی را، پیشروی نیروهای اسرائیلی ندانسته اند.

## ویژگی آثار
سروده های خلیل حاوی دارای گونه ای زبان سمبولیک سرشار از ترکیب نماد های اساطیری، دینی، طبیعی و اسطوره های آیینی و آیین های کهن می باشد که بار معنایی فلسفی عمیق و ریشه داری همراه گشته است. 

## فهرست آثار
خلیل حاوی پنج دیوان شعر دارد که نام‌های آن از این قرار است:
- نهر الرماد (رودخانه‌ی خاکستر) (۱۹۵۷) : این نگاره دربردارنده ی سیزده سروده است و در سال 1957م منتشر گردید.
- النای والریح (نی و باد) (۱۹۶۱) : اشعار آن در فاصله ی سال های 1956-1958م سروده شده و متشکل از چهار چکامه ی نسبتاً بلند می باشد که در سال 1961م منتشر گردید.
- بیادر الجوع (خرمنگاه‌های گرسنگی) (۱۹۶۵) : در سال های 1960-1964م سروده شد، این نگاره دربردارنده ی سه شعر بلند است.
- الرعد الجریح (تندر زخمی) (۱۹۷۹) : ترسیم گر شکست عرب ها در ژوئن 1967م می باشد.
- من جحیم الکومیدیا (از جهنم کمدی) (۱۹۷۹) : واپسین نگاره شعر خلیل حاوی است.

همچنین کتابی به زبان انگلیسی درباره‌ی جبران خلیل جبران نوشته است به نام:
Gibran Khalil Gibran, His Background, Character and Works, Beirut, 1963.